# Batalha de Tatayibá
A Batalha de Tatayibá foi travada pela cavalaria força paraguaia liderada pelo futuro presidente Bernardino Caballero e a cavalaria brasileira liderada pelo Duque de Caxias. Os brasileiros, superando os paraguaios quase 3 a 2, foram vitoriosos.
Uma armadilha foi estabelecida pela cavalaria brasileira para parar as saídas diárias da cavalaria paraguaia do tenente coronel Caballero. Escondendo sua força principal na floresta, alguns brasileiros atraíram a cavalaria paraguaia em uma perseguição de 5 km. Os paraguaios foram cercados em Tatayibá, com apenas alguns retornando a Humaitá. Caballero foi promovido a coronel, e uma medalha foi encomendada para os sobreviventes.:75